# Янтарна (гральна зона)
Гральна зона Янтарна (Бурштинова) — одна з п'яти (з 1 липня 2009 року) офіційно дозволених гральних зон в РФ.
Під будівництво майбутньої інфраструктури гральної зони відведено 1170 гектарів землі на березі Балтійського моря за 50 км від Калінінграду поблизу селищ Бурштиновий, Окунево і Поваровка (Зеленоградский район).
Інвестиції в гральну зону Калінінградській області очікуються у розмірі 45 млрд рублів.
Перший об'єкт гральної зони — зал ігрових автоматів відкрито 8 квітня 2016 року.
10 лютого 2017 року на території гральної зони було відкрито казино «Sobranie».